# Charles Viénot de Vaublanc
Pour les articles homonymes, voir Vaublanc (homonymie) et Vienot.
Pour les autres membres de la famille, voir Famille Viénot de Vaublanc.
Charles III Viénot de Vaublanc, seigneur de 
Mimande et de Vaublanc, est un maréchal de camp français né le 18 janvier 1721 à Beaune et mort le 1er novembre 1804 dans cette même ville .

## Biographie
Il est le fils de Charles II Viénot de Vaublanc, demeurant à Beaune et Philiberte de Jannel. Il épouse le 29 janvier 1753 en la paroisse Saint-Martin de Beaune Marguerite Bonguelet, fille d’Étienne Bonguelet seigneur de Beauvoisin, avocat au Parlement de Dijon.
En 1755, à la mort de son père, il hérite les seigneuries de Mimande et Vaublanc dépendants de la baronnie de Chagny en Bourgogne. 
Dayre de Mailhol écrit : « Le titre d’administrateur honoraire de l’Hôtel-Dieu de Beaune est créé pour lui en 1774, ainsi qu’en fait foi une lettre du duc de Clermont-Tonnerre, patron de cet hôpital ».
Enthousiasmé par la cause américaine, il envoie plusieurs de ses poèmes sur les États-Unis à Benjamin Franklin lors du séjour en France de ce dernier , .
En 1789, il figure parmi les nobles qui ont pris part à l'assemblée de la noblesse en vue d'élire des députés aux États généraux pour le bailliage de Dijon. Il fait partie des rédacteurs du cahier de doléance de cette même assemblée.
En 1793, sous la Terreur, ses biens sont saisis en vertu de la loi du 17 Frimaire an II. En effet, il se trouve, que son unique fils Jacques-Henri, est un émigré qui a trouvé refuge en Angleterre puis au Portugal. Il est néanmoins relaxé selon les lois du 9 Floréal an III (28 avril 1795) et du 20 Floréal an IV (9 mai 1796).
Il meurt en 1804 à Beaune.

## Carrière militaire

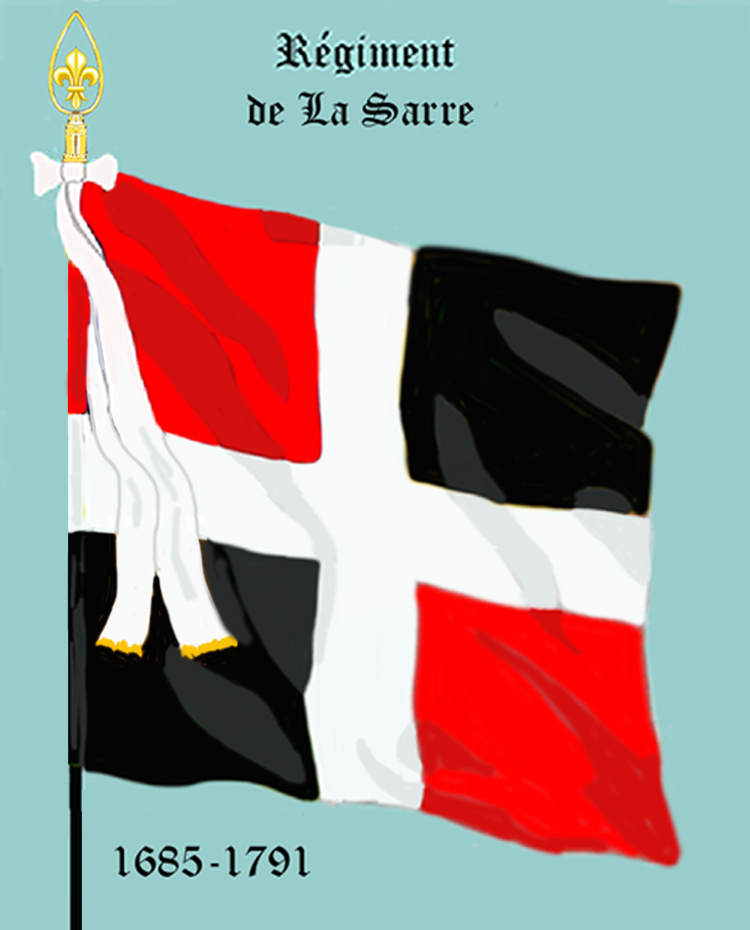
Drapeau représentant le régiment de la Sarre

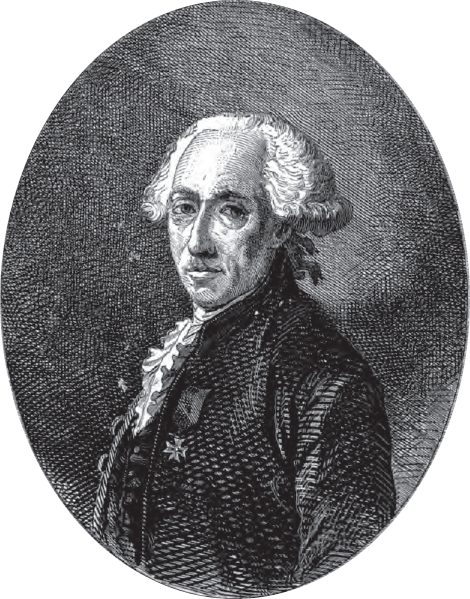
Le duc de La Rochefoucauld supérieur et ami de Charles de Vaublanc

Avec son jeune frère Vivant-François, Charles s'engage dans l'armée en 1742 et devient lieutenant en second puis lieutenant au  régiment de Navarre en avril et juillet. Il participe à la Guerre de Succession d'Autriche où il est blessé à la bataille de Dettingen en 1743. Capitaine en 1746, il est fait chevalier de Saint-Louis en 1757 et est nommé major le 5 avril 1759. 
Il prend part à la bataille de Hastenbeck du 26 juillet 1757. 
Lors de la prise de la ville de Cassel par les troupes françaises en février 1760, il a la charge de la vieille ville et de la basse,,. . Aussitôt après la ville est assiégée par les troupes du comte de la Lippe de Buckburg. Vaublanc doit alors mener, faute d'officiers valides, une retraite considérée comme exemplaire de la ville fin mars 1760.
Il est affecté au régiment d'infanterie de la Sarre dont il devient lieutenant-colonel le 15 avril 1763. Colonel en 1767, il est nommé brigadier d'infanterie le 22 janvier 1769. Son supérieur est alors le duc de La Rochefoucauld avec qui il se lie d'amitié .
Il est décrit comme un « Officier de la plus grande distinction, il joint a beaucoup d’activité et d’intelligence une grande fermeté, et il fait remplir aux soldats et aux officiers leur devoir avec autant de gaieté que d’exactitude. »,,
De 1776 à 1782, il tient successivement garnison à Metz, à Rouen et à Lille. Son neveu,Vincent-Marie Viénot de Vaublanc affecté dans son régiment brosse un portrait de Charles de Vaublanc : « Arrivé à Metz, je fus logé dans le pavillon des officiers supérieurs, sur la grande place. Ma chambre était vis-à-vis de mon oncle. Je trouvai en lui un bon parent, mais d'une excessive sévérité. Sa figure, son air, ses paroles, tout était sévère en lui. Il avait la réputation d'un bon officier. Dans la guerre de sept ans, un combat très chaud, à Cassel, vit périr ou blesser dangereusement presque tous les officiers supérieurs de la brigade de Navarre. Mon oncle, major de ce régiment, eut le commandement, et fit une retraite qui fut regardée comme une très belle action militaire; elle fit sa réputation.
Il avait l'esprit vif et hardi. Au camp de Compiègne, sous Louis XV, il avait loué un superbe cheval de manège pour les derniers jours. Lorsqu'il défilait devant le roi, à la tête du régiment, le cheval eut peur de la musique et recula. Mon oncle s'écria d'une voix forte :  "Comment ! pour mes vingt louis par jour tu ne me laisseras pas saluer le roi mon maître ! ".En même temps il lui enfonça les éperons dans le flanc et le fit partir. Ce mot fit fortune ; on le répétait dans le camp, et le soir même le roi le lui rappela. Il était grand joueur d'échecs et de trictrac, et, aux états de Bourgogne, il faisait toujours la partie du prince de Condé, gouverneur de la province et président des états. »
Nommé maréchal de camp le 1er mars 1780 ,, il est admis à la retraite en 1792 après 50 ans de services dont 18 de campagne au sein de l'armée.

## Décoration
Chevalier de Saint-Louis le 2 décembre 1757.

## Sources
- de Montandre-Lonchamps et René Louis de Rousel, État militaire de France, 1766 (lire en ligne), p. 291
- Camille Philippe Dayre de Mailhol, Dictionnaire historique et héraldique de la noblesse française, 1898, p. 764, 765
- Pajol, Les Guerres sous Louis XV, vol. 5, p. 167
- Fonds Viénot de Vaublanc, archives de la ville de Beaune, série Z, présenté par l'archiviste Émilie Rouilly, décembre 2010.
- Émilie Rouilly, « La page des Archives municipales de Beaune », Société d'histoire et d'archéologie de Beaune du Centre beaunois d'études historiques, no 114,‎ janvier-février 2011, p. 4 (lire en ligne).
- Mémoires de M. le comte de Vaublanc.  Extrait: (Portrait de Charles III Viénot de Vaublanc) Paris Firmin Didot, p. 62, 1857
- Alexandre Mazas, Histoire de l'ordre royal et militaire de Saint-Louis, vol. 3, 1861 (lire en ligne), p. 156
- Collection générale des décrets rendus par l'Assemblée Nationale, volume 17, Assemblée Nationale Constituante (1789 - 1791), p. 51
- Archives Nationales cote 239AP/1 .